# 금곡천 (충청남도)
금곡천(金谷川)은 충청남도 아산시 배방읍 수철리에서 발원하여 삽교천의 지류인 온양천으로 흘러드는 강이다.
틀:아산시의 하천
금곡천 金谷川 , Geumgokcheon
충청남도 아산시 배방읍 수철리에서 발원하여 좌부동 온양천으로 흐르는 지방하천.
본류 삽교천, 1지류 곡교천, 2지류 온양천, 3지류 금곡천으로 하천등급은 지방하천이며 하천 연장은 5.8km에 유로 연장 7.64km 유역 면적 16.53km이다.
발원지는 충청남도 아산시 배방읍 수철리이며 하구는 충청남도 아산시 좌부동 온양천이다.
하천 유역의 모양은 나뭇가지 형태의 수지상(手指狀)이고, 상류부에 수철저수지가 있다. 하상 경사는 상류부 1/52, 중류부 1/135, 하류부 1/224로 나타났다. 하천의 토양은 모래와 자갈이 섞여 있다.
2020년 집중호우로 인해 제방의 유실이 심각하여 현재는 복구 사업을 통해 정비되어가고 있다.